# Lasioglossum pseudoleptorhynchum
Lasioglossum pseudoleptorhynchum är en biart som först beskrevs av Blüthgen 1931.  Lasioglossum pseudoleptorhynchum ingår i släktet smalbin, och familjen vägbin. Inga underarter finns listade i Catalogue of Life.